# Schloss Lübben

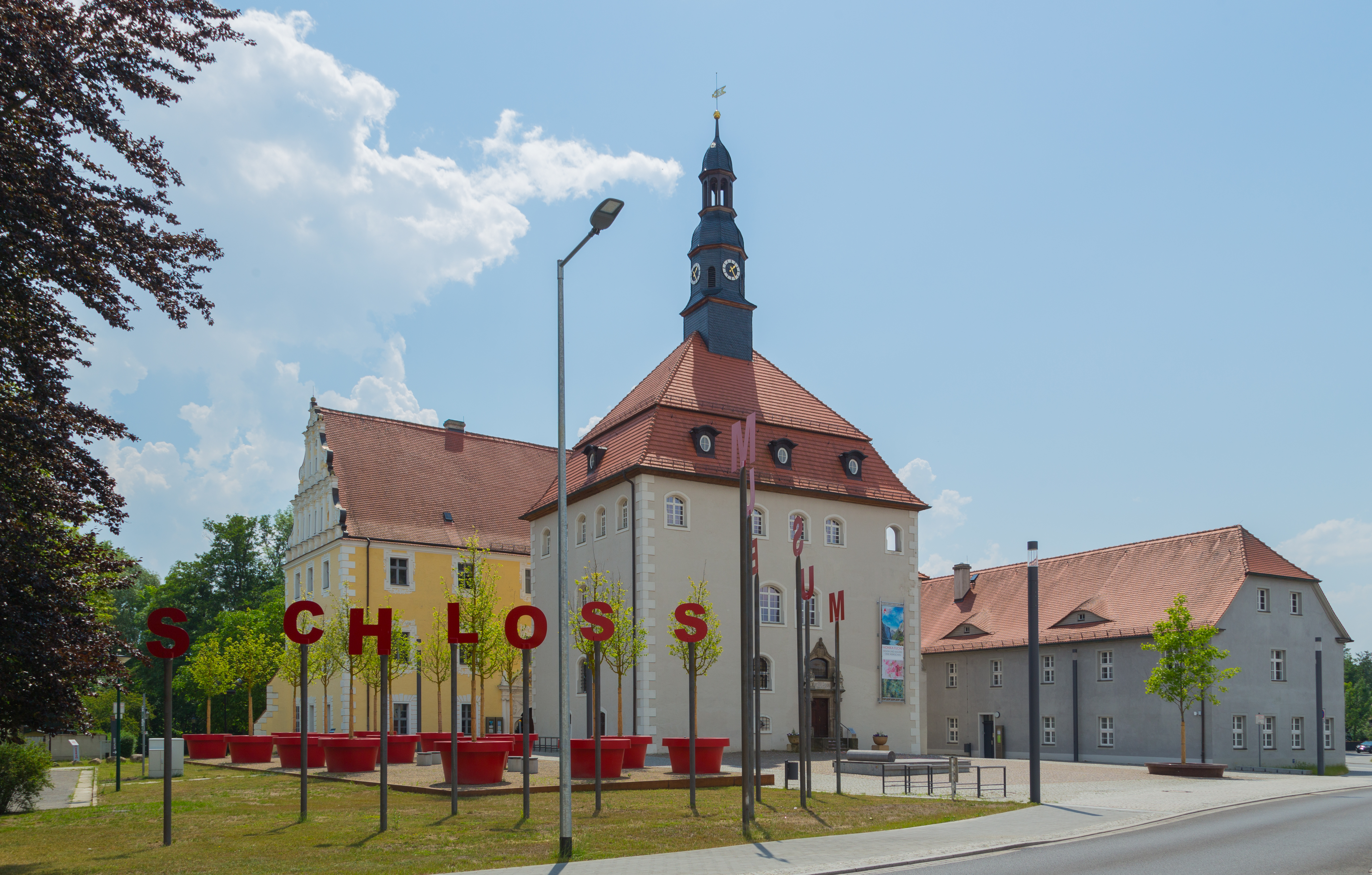
Schloss Lübben, von Nordosten gesehen

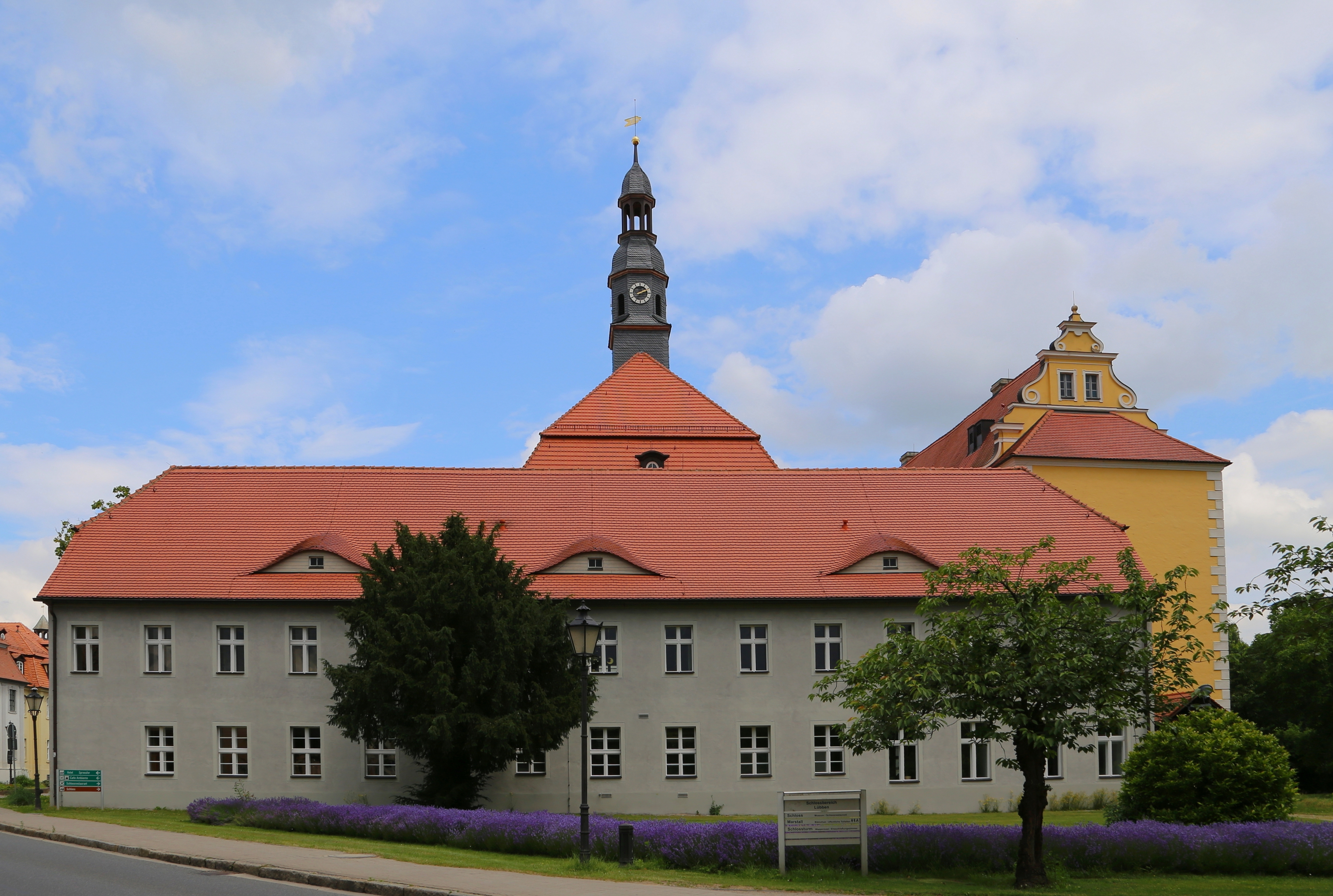
Schloss Lübben mit (von links) Marstall, Turm und Oberamtshaus

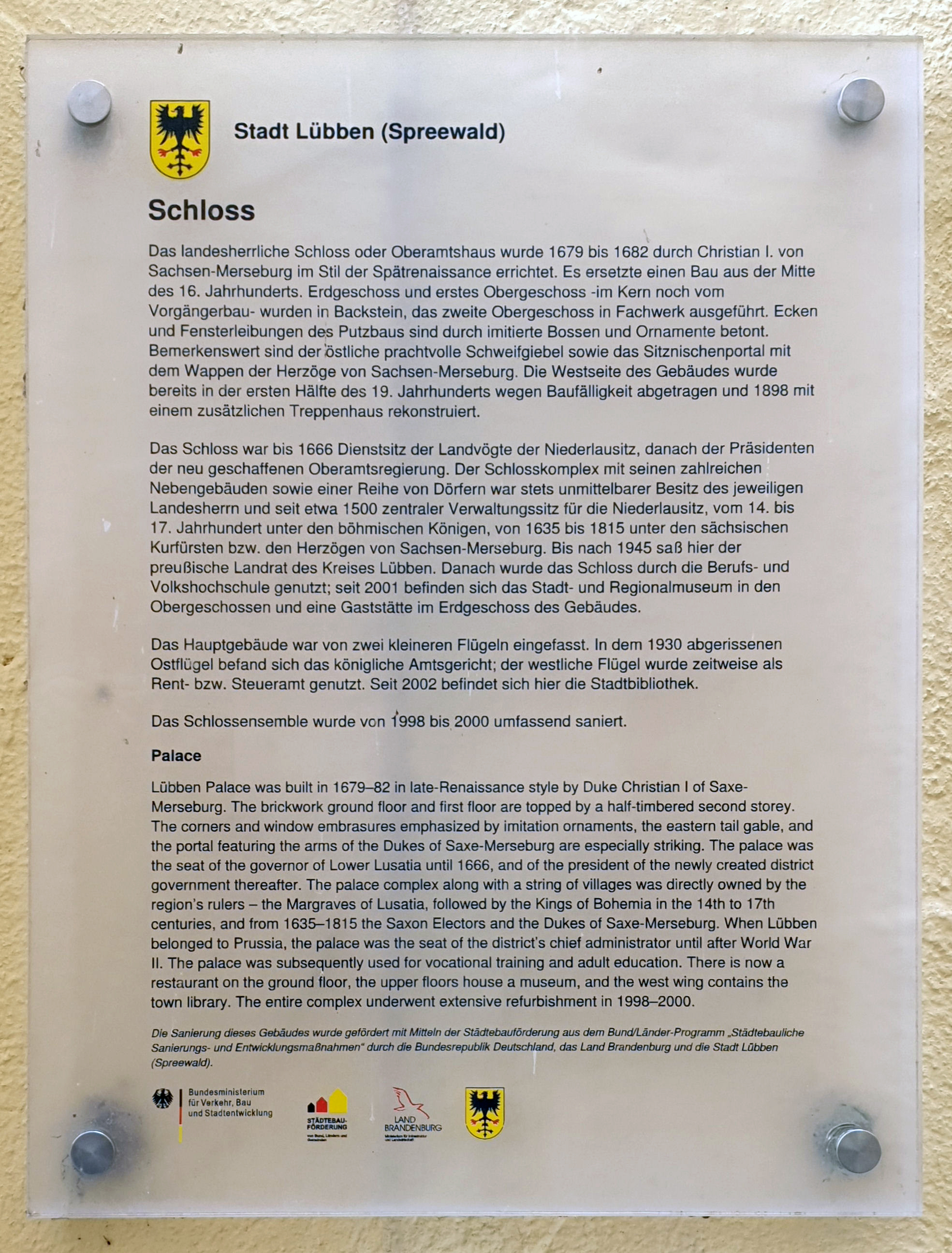
Gedenktafel am Schloss Lübben

Das Schloss Lübben ist ein auf das Hochmittelalter zurückgehendes Schloss in Lübben in Brandenburg. Durch seinen neugotischen Wappensaal aus dem Jahr 1915 kann es sich überregionaler Bekanntheit erfreuen.
Der Schlosskomplex belegt die große Bedeutung Lübbens als administratives und militärisches Zentrum in der Niederlausitz und wurde seit dem 14. Jahrhundert mehrfach verändert und erweitert. Das Schlossgebäude beheimatet heute das Museum Schloss Lübben.

## Lage
Die Schlossanlage befindet sich am Südrand der Lübbener Altstadt, auf der Museumsinsel der Stadt Lübben. Südlich des Schlosses erstreckt sich der Spreewald. Vom Schloss selbst durch einen Fließ getrennt, liegt dort die zu einem öffentlichen Park gestaltete Schlossinsel.

## Geschichte
Vorgänger der Burg war eine slawische Ringwallanlage, die sich heute in der Nähe des Museums befand. Das Schloss entstand an der Stelle einer im 12. Jahrhundert errichteten Wasserburg. Die Stadt Lübben profitierte von ihrer strategisch wichtigen Lage an einer Passage der Spreewaldniederungen. Dies machte Lübben zu einem wirtschaftlichen, administrativen und militärischen Zentrum der Niederlausitz. Lübben wurde Sitz eines Landvogtes, dem die Verwaltung der Markgrafschaft Niederlausitz oblag. Die markgräfliche Landesherrschaft wechselte oft: Wettiner bis 1303, Askanier bis 1319, Wittelsbacher bis 1367, böhmische Könige aus den Häusern Luxemburg bis 1437, Jagiello bis 1526, Habsburg bis 1635, die wettinischen Kurfürsten von Sachsen und zeitweilig ihre Nebenlinie Sachsen-Merseburg bis 1815 und die Könige von Preußen aus dem Haus Hohenzollern (bis 1918). 
Das heutige Schlossgebäude wurde unter dem Landvogt Bohuslav Felix von Lobkowitz und Hassenstein (1517–1570) erbaut. Dieser hatte zuvor ein Gebäude vorgefunden in dem „nicht ein einziges Zimmer, darin man sicher wohnen kann“ zu finden war. Anlässlich eines Besuches des böhmischen Königs und Niederlausitzer Markgrafen Maximilian II. wurde die Anlage repräsentativ ausgebaut. Im Dreißigjährigen Krieg wurde das Schloss jedoch stark beschädigt. 1657 kam die Niederlausitz im Zuge einer Landesteilung an die Herzöge von Sachsen-Merseburg. Ein größerer Umbau wurde unter Herzog Christian I. von Sachsen-Merseburg veranlasst. 1679 wurde das Bauwerk bis auf das Mauerwerk abgerissen und neu ausgebaut; die Bauarbeiten wurde 1682 beendet. In dieser Zeit wurde vermutlich auch der noch bestehende Marstall sowie das im Zweiten Weltkrieg zerstörte Gegenstück auf der Ostseite errichtet. Die Landstände bezogen 1722 das dem Schloss gegenüberliegende neu erbaute Ständische Landhaus, der Landvogt amtierte weiterhin im Schloss. 
Bei den heftigen Kämpfen um Lübben im April 1945 zum Ende des Zweiten Weltkriegs erlitt die Anlage größere Beschädigungen. Nach dem Krieg wurde das Schloss wieder hergerichtet. Ein Stadtmuseum mit naturwissenschaftlicher Ausrichtung war lange im Schlossturm beheimatet, bis es Ende der 1960er Jahre geschlossen wurde. Danach befand sich die lange Zeit die Berufsschule in dem Gebäude.

## Gebäude

### Turm

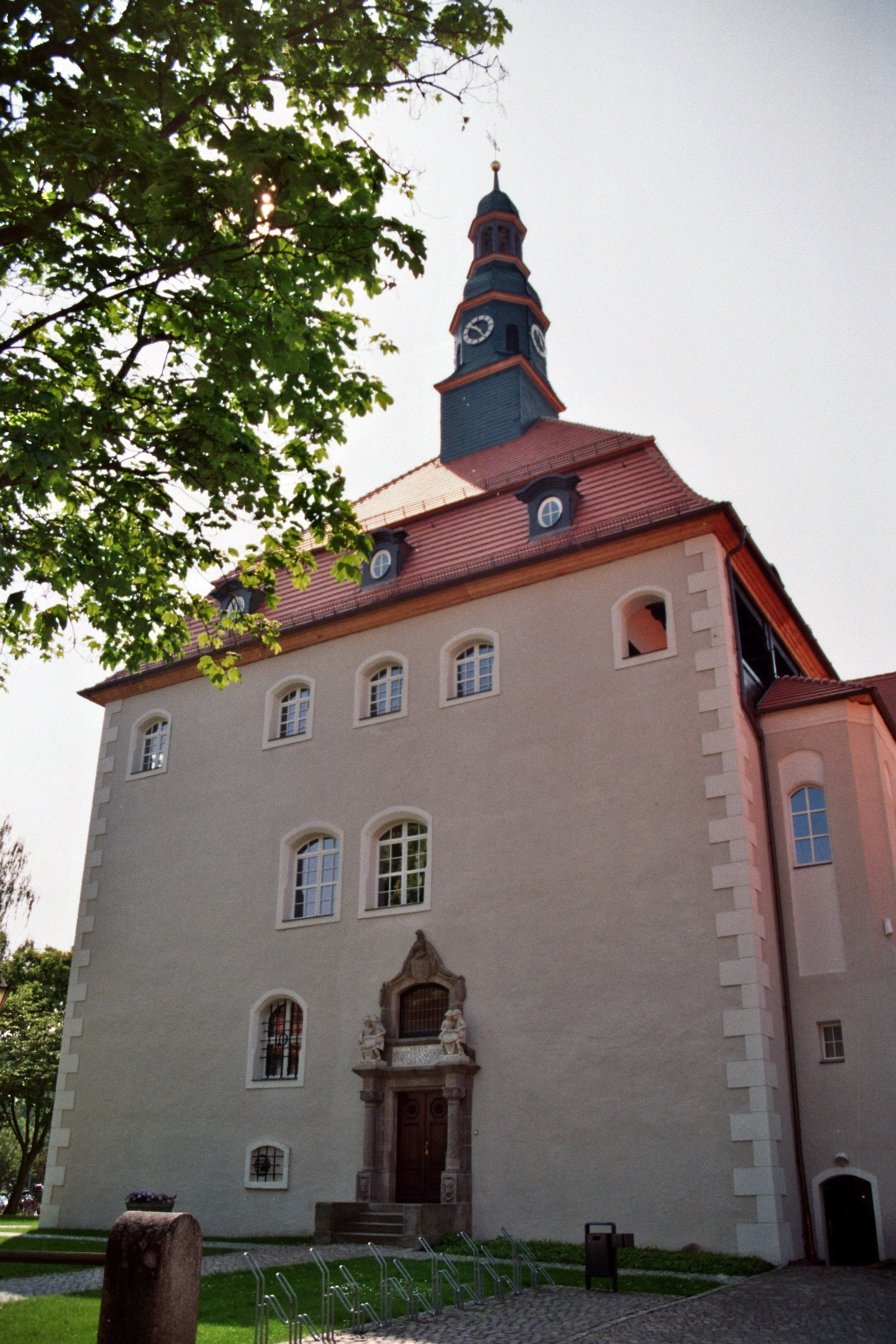
Turm mit Portal, von der Nordseite aus gesehen

Der auf das Spätmittelalter zurückgehende Turm weist einen annähernd quadratischen Grundriss auf und verfügt über ein 3 Meter starkes Mauerwerk. Nach starken Zerstörungen im Dreißigjährigen Krieg fanden Anfang der 1680er Jahre Umbauten statt. Der ursprünglich als Wehrturm dienende Turm erhielt Fenster in Stichbogenform und Eckrustika sowie ein Fachwerkgeschoss als Wohnung für den Herzog. Dieses Geschoss wurde 1914/15 abgerissen und ein Mansard-Walmdach aufgesetzt. 1945 wurde der Turm bei Kriegshandlungen beschädigt. Eine Restaurierung fand 1982 statt. Dabei wurde im Inneren die Ausmalung der Jahre 1914 bis 1917 wiederhergestellt und die Fassade verputzt.
Auch das nördliche Portal zum Turm wurde in diesem Jahr erneuert. An dem Zugang befindet sich ein 1914/15 von Hermann Engelhardt geschaffenes Relief, welches den Wechsel der Lausitz von Sachsen nach Preußen thematisiert.
Es besteht aus zwei Puttenpaaren, welche die kriegerische Aneignung Lübbens durch die Sachsen auf der einen Seite und die friedliche Aneignung durch Preußen auf der anderen Seite darstellen sollen. Über dem Portal befindet sich die Inschrift "Wilhelm wird doch Wilhelm bleiben, obgleich selben aufzureiben, sich die halbe Welt bestrebt, Wilhelm lebt!. Dieses Zitat bezieht sich auf Friedrich den Großen und stammt aus der populären Geschichte des siebenjährigen Krieges in Deutschland von 1756 bis 1763 von Johann Wilhelm von Archenholz.
Im Erdgeschoss ist ein in der Mitte des 17. Jahrhunderts entstandenes Gewölbe erhalten. Die beiden Turmobergeschosse werden heute vom Wappensaal eingenommen. Ursprünglich war der Huldigungssaal das Herzstück des Gebäudes, das durch die 1717 erfolgte Errichtung des Land- oder Ständehauses seiner ursprünglichen Funktion beraubt wurde. Die umlaufende nach Westen geöffnete Galerie entstand während der Umbauten des Jahres 1914, nachdem die Decke zu einem oberen Stockwerk entnommen wurde.
In Folge des Wiener Kongresses wurde die Niederlausitz 1815 Preußen zugesprochen. Hundert Jahre später erhofften sich die Lübbener einen Besuch von Kaiser Wilhelm II. anlässlich des Jubiläums der Zugehörigkeit Preußens. Aus diesem Grund wurde der historische Schlossturm zwischen 1899 und 1915 unter der Leitung von Adolf Zeller grundlegend modernisiert. Eine Decke über dem Huldigungssaal wurde aufgelöst, sodass der heutige Wappensaal mit einer Empore entstand. Auch wurde der überdachte Außenzugang durch den der ausschließlich Huldigungssaal vom Schloss aus betretenen werden konnte, wurde einen festen Gang ersetzt.
Als Haupteingang war jedoch Nordportal gedacht: Neben dem Portal sind zwei Putten-Paare zu sehen, welche die kriegerische Aneignung Lübbens durch die Sachsen auf der einen Seite und die friedliche Aneignung durch Preußen auf der anderen Seite darstellen sollen. Über dem Portal befindet sich die Inschrift "Wilhelm wird doch Wilhelm bleiben, obgleich selben aufzureiben, sich die halbe Welt bestrebt, Wilhelm lebt!. Dieses Zitat bezieht sich auf Friedrich den Großen und stammt aus der "populären Geschichte des Sieben Jährigen Krieges von Johann Wilhelm Adniel von Archenholz.
Im Jahr 2010 wurde die 2009 fertiggestellte Sanierung des Turms mit dem Negativpreis „Betonkopf“ ausgezeichnet für die Missachtung der gesetzlich vorgeschriebenen Barrierefreiheit.
Heute wird der Wappensaal auch gerne für Veranstaltungen und Konzerte genutzt. Auch für Eheschließungen ist der Turm des Schloss Lübbens sehr beliebt.

### Oberamtshaus

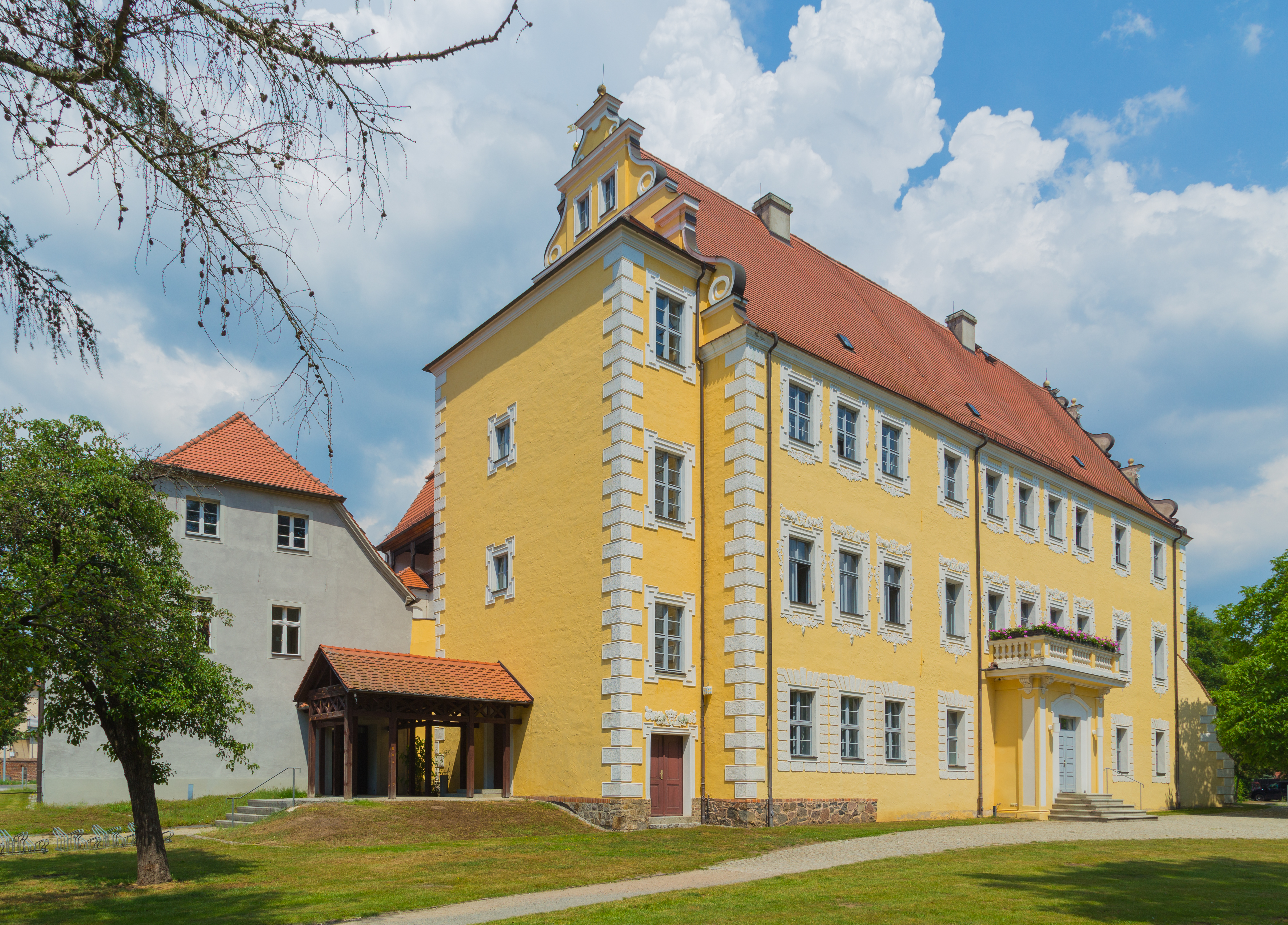
Südseite des Oberamtshauses mit Balkon

Südlich des Turms entstand in den Jahren 1679 bis 1682 das markante, dreigeschossige, aus Backstein errichtete Oberamtshaus. Der verputzte mit einem Satteldach versehene Bau diente als Sitz der Regierung der Niederlausitz. Zunächst hatte das Oberamtshaus sieben Quer- und drei Längsachsen. Beim Umbau von 1899 erfolgte eine Erweiterung um drei Achsen nach Westen. Auch wurde in diesem Zusammenhang ein zusätzliches Treppenhaus angebaut.
Die Fassade des Oberamtshauses geht auf die Umbauten durch Christian I. von Sachsen-Merseburg bis 1682 zurück. An der Ostseite besteht ein Schweifgiebel im Stil der Spätrenaissance. Die beiden oberen Geschosse der Giebelseite sind durch korinthische Säulen gegliedert. Die Flächen sind mit Stuckornamenten verziert, die Gesimse verkröpft. Die Fenster sind rechteckig und mit durch reiche Stuckverzierungen gestaltete Faschen von der sonst glatten Wand abgesetzt.
An der nördlichen Seite befindet sich ein prunkvolles, als flacher Bogen ausgeführtes Portal mit Sitznischen. Das Portal wird von einer auf ionischen Doppelsäulen ruhenden Ädikula umrahmt. Im Giebel ist das Wappen der Niederlausitz, datiert mit der Jahresangabe 1682, zu sehen.
Der an der Südseite befindliche Balkon mit Balustrade stammt aus dem Jahr 1899. An der westlichen Seite wurde ein Anbau errichtet, dessen Stil der Spätrenaissance nachempfunden wurde, damit er sich in das Ensemble einpasst. Vom Oberamtshaus besteht ein 1914/15 geschaffener gedeckter Übergang zum Turm.

### Wappensaal
Der Wappensaal wurde in seiner heutigen Form zwischen 1898 und 1915 geschaffen. Seine Gestaltung orientierte sich an Elementen des Huldigungsaales und des Originalbaus aus dem 16. Jahrhundert.
Im Zentrum des Saales steht ein 4 × 7 Meter langes Wandgemälde des Historienmalers August Oetken, dass die Begrüßung des Kurfürsten Friedrich II. Eisenzahn von Brandenburg am 18. Oktober 1448 zeigt. Auf der linken Seite ist der brandenburgische Kurfürst mit seinem Gefolge zu sehen, während auf der linken Seite die Lübbener unter der Führung des Bürgermeisters Bartil Sonnenwald zu sehen sind. Entsprechend dem sorbischen Brauchtum überreichen sie Körbe mit Fischen und Eiern, um den Gast willkommen zu heißen. Das Gemälde stellt die friedliche Übergabe der Stadt dar und diente als Sinnbild für die friedliche Übernahme der Niederlausitz durch die Preußen 1815.
1915 ließ der Architekt Adolf Zeller eine Lichterkrone anbringen, die einen Durchmesser von 4 m hatte und aus schwarz gebranntem Eisen bestand. Zeller ließ die Technik der Lichterkrone eigens patentieren.
Die Wände des Wappensaales zieren insgesamt 115 Wappen (darunter 23 Städtewappen, 41 Wappen von Ritterhäusern und neben dem Wappen der Hohenzollern 22 Wappen des Adels der Niederlausitz). Der Saal ist ein eindrucksvoller Beleg der deutschen Ständegesellschaft im deutschen Kaiserreich.
Nach dem Zweiten Weltkrieg blieb der Wappensaal während der DDR erhalten, da eine Lübbener Firma große Tücher herstellen konnte, mit denen die Wände verhangen werden konnten. 1982 wurde der Wappensaal restauriert. Allerdings wurden dabei Aspekte des Denkmalschutzes ignoriert, sodass die Handwerker ein 115. Wappen der PHG Drei Schilde ergänzten.
Der Wappensaal wird heute für Veranstaltungen der Stadt Lübben und des Museums genutzt. Er wird außerdem für Veranstaltungen vermietet, etwa für Lesungen und Konzerte.
Einige Szenen des Spreewaldkrimis Die Tote im Weiher wurden hier gedreht.

### Marstall

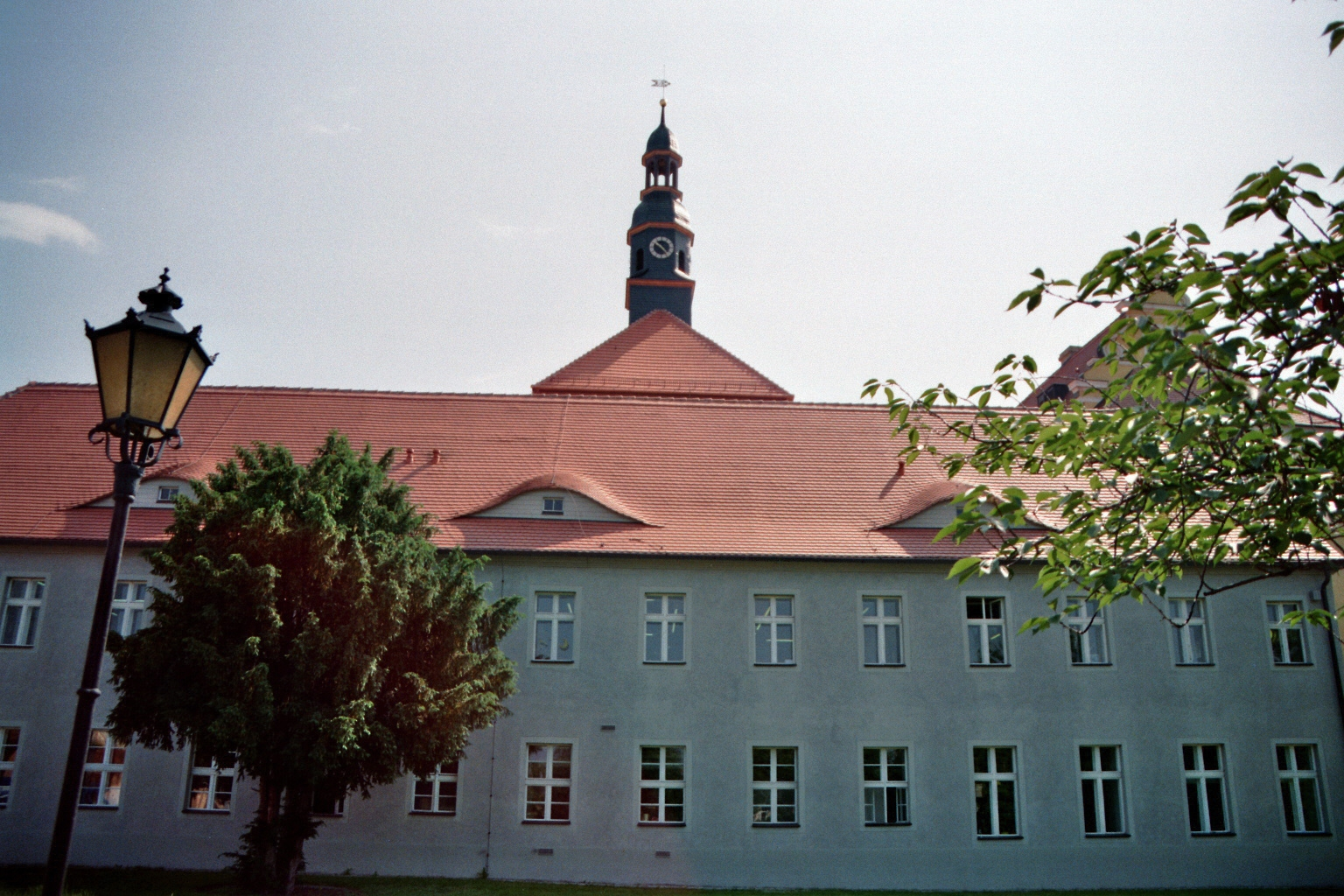
Der Marstall mit Krüppelwalmdach

Der Marstall entstand 1669 als zweigeschossiger, langer, verputzter Bau. Das Dach ist als Krüppelwalmdach gestaltet. Eine Restaurierung erfolgte nach 1980. Heute beheimatet das Gebäude die Stadtbibliothek der Stadt Lübben.

## Heutige Nutzung
Im Schloss ist das am 1. Juni 2001 eröffnete Stadt- und Regionalmuseum untergebracht. Das Museum stellt Exponate der Kulturgeschichte Lübbens, der Niederlausitz sowie der sorbischen/wendischen Bevölkerung vor. Die Dauerausstellung wird durch wechselnde Sonderausstellungen zur Geschichte Lübbens ergänzt.
Einige Exponate können besonders herausgehoben werden: So wird eine Nachbildung des Burger Kultwagens ausgestellt, der im Original aus dem 10. bis 8. Jahrhundert vor Beginn der Zeitrechnung stammt. Auch Münzfunde aus Straupitz und Schlepzig werden gezeigt. Die Person des in Lübben tätigen Kirchendichters Paul Gerhardt ist ebenso Thema wie die Stadtgeschichte Lübbens bis in die Gegenwart. Interessante Exponate sind auch der Teil eines bei Bauarbeiten in Lübben ausgegrabenen Knüppeldamms, ein bei der Fahrt zu Hinrichtungen genutzter Schlitten und ein etwa zwei Meter langes Richtschwert. Ebenso wird die Entwicklung des Spreewaldes zur Tourismusregion thematisiert und viele Exponate zur sorbischen Kultur, wie zum Beispiel Trachten, vorgestellt.
Seit dem 1. Juni 2023 befindet sich nach sechs Jahren erneut ein Restaurant im Erdgeschoss des Oberamtshauses. Die Terrasse liegt direkt am Wasser mit Blick auf die Schlossinsel.